# Stronnictwo Gospodarcze
Stronnictwo Gospodarcze (SG) – polska partia polityczna założona 13 marca 2005 w miejsce rozwiązanej przez Romana Jagielińskiego Partii Ludowo-Demokratycznej.
Przewodniczącym SG został Mariusz Lipiński, który był wiceprezesem Agencji Rynku Rolnego (w latach 2004–2007). Partia działała w oparciu o hasło 3x10, czyli 10 procent wzrostu gospodarczego, 10-procentowe podatki i 10-procentowe bezrobocie.
Partia została wykreślona z ewidencji partii politycznych w dniu 21 września 2006. Nieformalnie SG funkcjonowało jeszcze w 2007, a w 2008 założyciel partii (a wcześniej PLD) Roman Jagieliński wrócił do Polskiego Stronnictwa Ludowego.

## Koło Poselskie SG
Koło Poselskie SG istniało od marca 2005 do 18 października 2005, z przekształcenia koła Partii Ludowo-Demokratycznej (wcześniej politycy PLD tworzyli Federacyjny Klub Parlamentarny, a następnie własny klub).
Posłowie należący do koła:
- Michał Figlus (w 2005 wstąpił do Polskiego Stronnictwa Ludowego, pozostając w kole SG)
- Roman Jagieliński – szef koła
- Andrzej Jagiełło
- Janusz Lisak
- Zbigniew Musiał
- Jerzy Pękała
- Krzysztof Rutkowski
- Józef Skutecki
- Adam Woś
- Leszek Zieliński (prezes Chrześcijańskiej Demokracji)
- Lech Zielonka

## Udział w wyborach
W wyborach parlamentarnych w 2005 kandydaci SG startowali z ramienia Sojuszu Lewicy Demokratycznej (19 kandydatów do Sejmu i Jan Sylwestrzak do Senatu). Członkini SG startowała też z 3. miejsca szczecińskiej listy PSL. Żaden z członków SG nie uzyskał mandatu.
W wyborach parlamentarnych w 2007 Jan Sylwestrzak reprezentował SG na szczecińskiej liście Lewicy i Demokratów do Sejmu. Roman Jagieliński startował w okręgu piotrkowskim z ramienia LiD do Senatu. Nie uzyskali oni mandatów.